# Snuiftabak

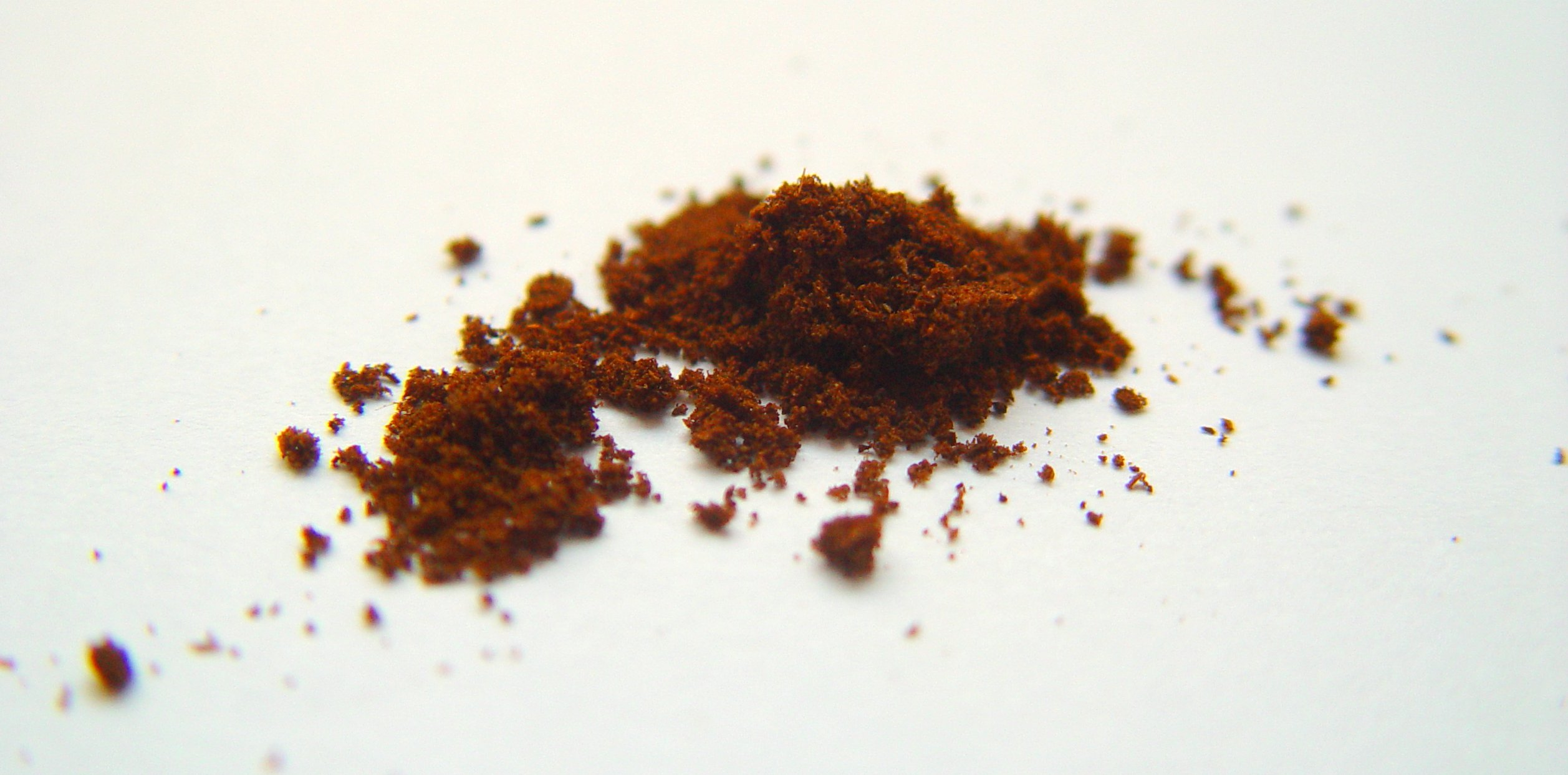
Snuiftabak

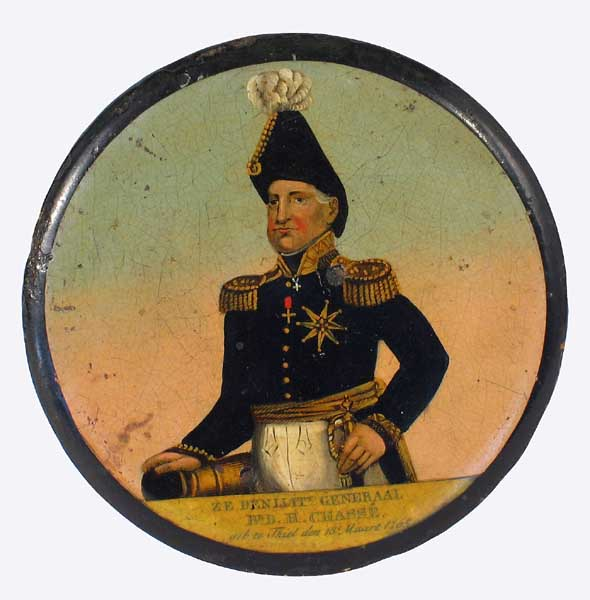
Snuifdoos van gelakt papier-maché, met een voorstelling van generaal Chassé

Snuiftabak is een vorm van tabak die niet gerookt, maar gesnoven wordt. Er zijn twee soorten snuif: râpésnuif en stelensnuif.
Snuiftabak is een zeer fijn vermalen en gedroogde tabak die verrijkt is met allerlei kruiden. Menthol en eucalyptusolie zijn veelgebruikte ingrediënten. Het snuiven geeft een frisse, tintelende sensatie in de neusholten. Via het snuiven van tabak komt ook nicotine in het bloed terecht.
De inademingslucht in de neus koelt bloed, dat via de neus naar de hersenen gaat. Opgesnoven gedroogde tabak met kruiden worden door de slijmvliezen in de neus snel opgenomen, zonder omweg gaat dit direct naar de hersenen, en zo veroorzaakt dit een snelle flash in het brein.
Deze vorm van tabaksgebruik is tegenwoordig uiterst zeldzaam in Nederland. In de Gouden Eeuw was echter in Nederland snuiftabak het meest genuttigde tabaksproduct. In de 18e eeuw was een kostbare snuifdoos een statussymbool en welgestelden droegen er gewoonlijk een bij zich. De Amersfoortse snuiftabak is de beroemdste ter wereld geweest, en was zelfs populairder dan de tabakssoorten uit Virginia.

## Productie

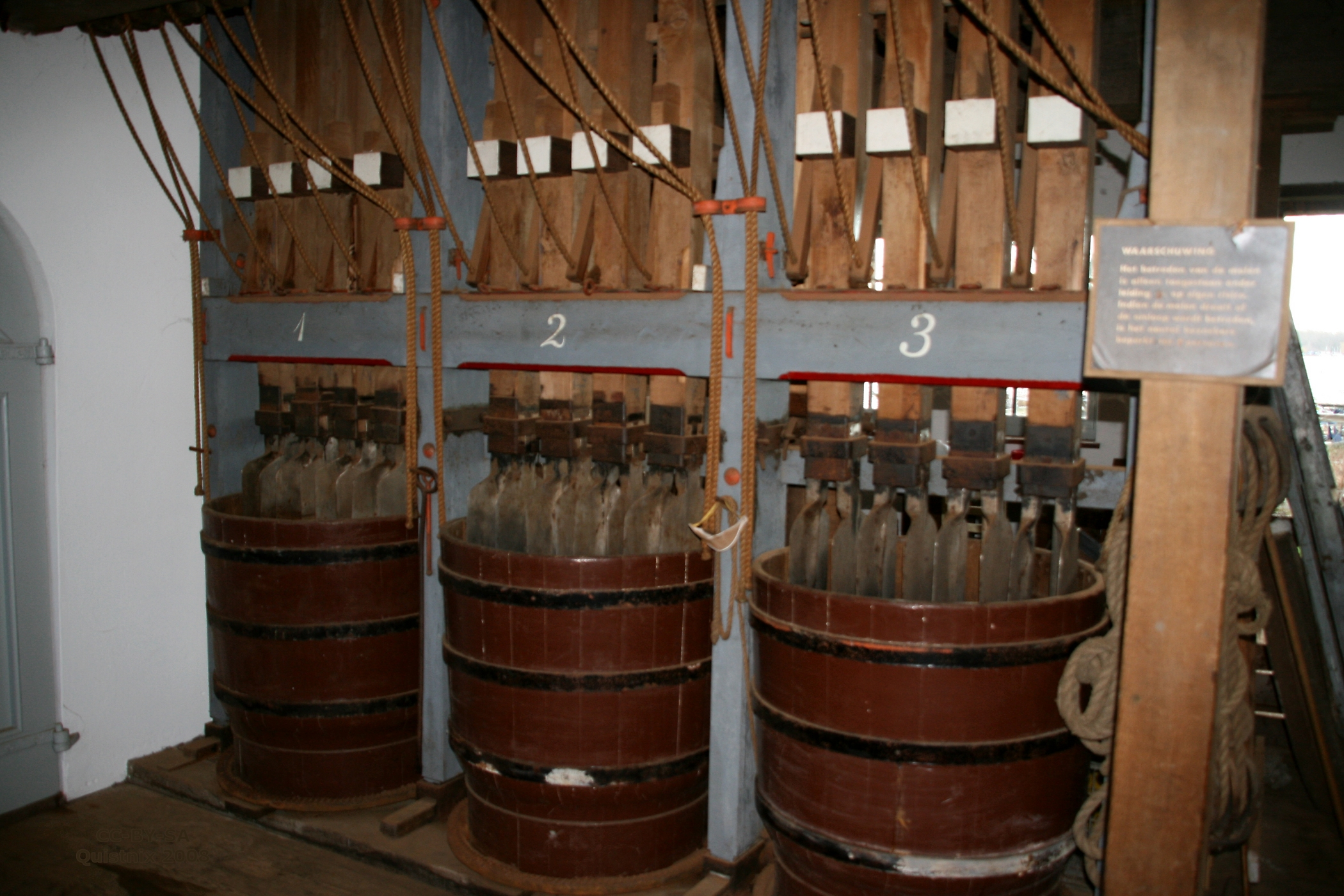
Stampkuipen waarin de snuiftabak wordt fijngehakt (windmolen De Ster in Rotterdam)

Voor het maken van râpésnuif worden de tabaksbladeren eerst gesausd. Hiervoor wordt onder andere keukenzout, potas, rozenwater, dropwater en jeneverbessensap gebruikt. Na het sauzen worden de tabaksbladeren in linnen doeken gewikkeld en omwonden met een strak aangetrokken touw en na een week of twee wordt dit herhaald. De zo ontstane karot wordt opnieuw met dun bindgaren opgebonden, waarna de bladeren gefermenteerd worden. De fermentatie kan enkele jaren duren. Hierna worden ze met de snuifmolen fijn geraspt of gehakt. Bij het bereiden van stelensnuif wordt het karottentrekken en het fermenteren overgeslagen en worden de tabaksstelen en soms ook wel de hele tabaksbladeren tijdens het fijnhakken gesausd.

## Gebruik
In Rotterdam zijn nog twee authentieke snuifmolens te vinden (De Lelie en De Ster), de enige in Nederland en vermoedelijk in de wereld. Hier wordt nog op de traditionele manier snuiftabak vervaardigd.
In Nederland en België wordt snuiftabak niet veel meer gebruikt. Ook in andere landen is het gebruik laag (in Denemarken 10,6 g; in Frankrijk 6,4 g en in Groot-Brittannië minder dan 1 gram per hoofd).
In de Kaapverdische cultuur is het gebruik van snuiftabak een gewoonte. Sommige ouderen gebruiken het nog, vooral als middel tegen verkoudheid.
Begin eenentwintigste eeuw is in het gebruik van snuiftabak in Duitsland een opleving te zien. Vooral in het zuiden, waar het rookverbod streng is, is het een alternatieve wijze om in de nicotinebehoefte te voorzien. In Beieren, waar het Schmei genoemd wordt, bevindt zich de firma Pöschl, die 's werelds grootste producent van snuiftabak is.
Snuiftabak is een van de manieren om tabak te gebruiken zonder te roken, andere voorbeelden zijn pruimtabak en snus.